# 岩永賢之丞
岩永 賢之丞（いわなが けんのすけ、1989年9月10日 - ）は、日本の男性声優。佐賀県出身。EARLY WING準所属。

## 人物
小さい時からアニメを見て育ち、アニメに関わる仕事をしたかったため声優を目指した。
現在、男性声優ユニット「Claw Knights」にて活動中。

## 出演
太字は主演、もしくはメインキャラクター。

### テレビアニメ
- 胡蝶綺 〜若き信長〜

### ゲーム
- CARAVAN STORIES（カイト・マギシュオウ[2]）
- 快感♥フレーズCLIMAX（豪道司）
- 戦国大河（ルイス・フロイス）
- 塔亰Clanpool
- Night Shift

### ボイスコミック
- さくらの映る湖で（2020年、秀哉父[3]）
- 星屑の海できみと（2020年、由弦[4]）